# Los Tojos

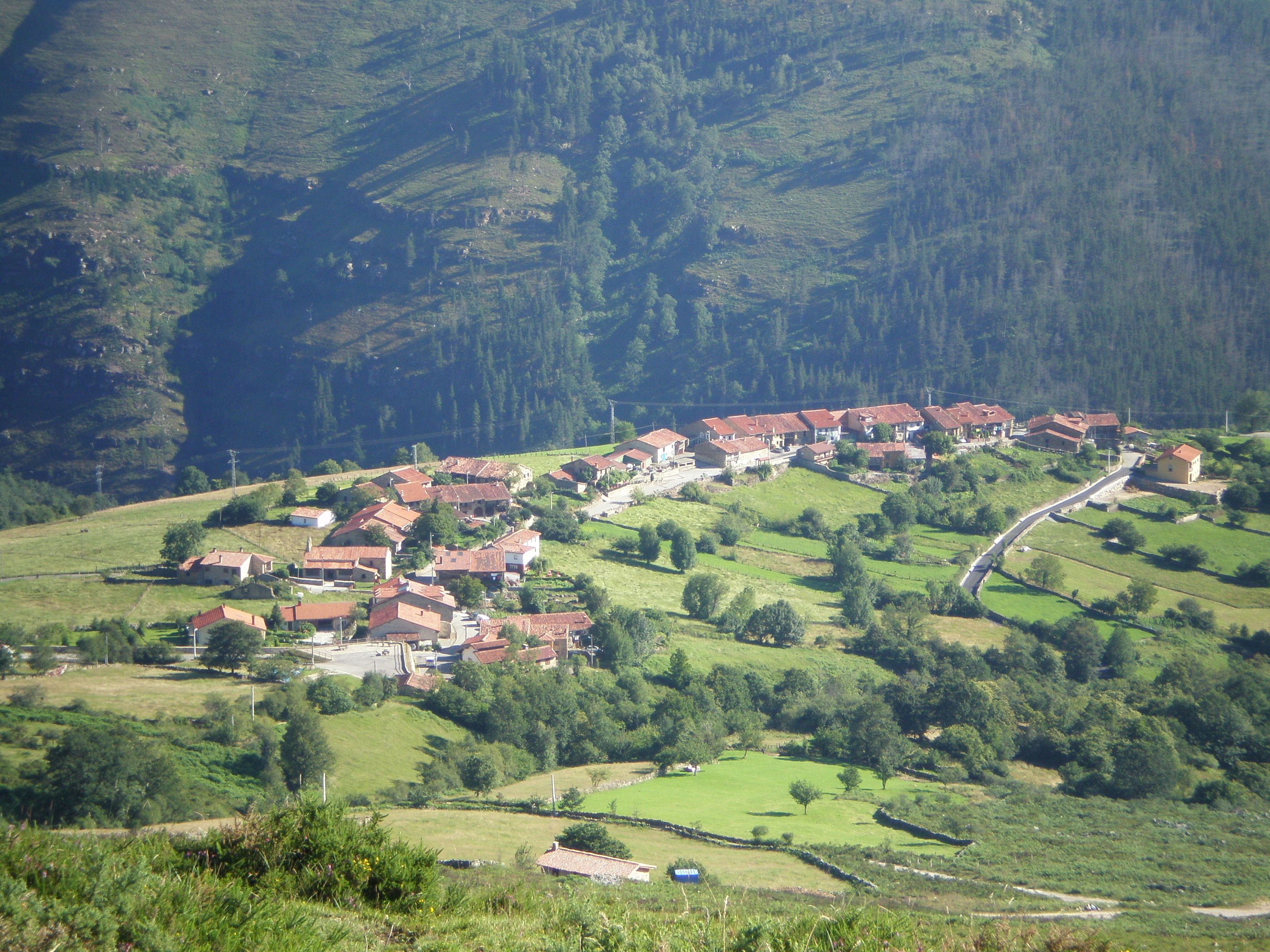

Los Tojos est une ville espagnole située dans la communauté autonome de Cantabrie.